# Cosmosoma luconoton
Cosmosoma luconoton là một loài bướm đêm thuộc phân họ Arctiinae, họ Erebidae.